# Église Saint-Oyen de Meillonnas
Pour les articles homonymes, voir Saint-Oyen.
L’église Saint-Oyen de Meillonnas est une église catholique située à Meillonnas, dans le département de l'Ain, en France.
La première mention de la paroisse de Meillonnas dans les archives date de 1080 environ.

## Protection
L'église Saint-Oyen de Meillonnas fait l’objet d’un classement au titre des monuments historiques depuis le 7 novembre 2002.